# Бидодан, Мустафа
Мустафа Бидодан (араб. مصطفى بيضوضان‎; 18 июня 1976, Рабат, Марокко) — марокканский футболист, нападающий.

## Карьера
Выступал в сборной Марокко. Первую игру за национальную сборную провёл 22 апреля 2000 года, против Гамбии, всего за сборную провёл 9 матчей, забил 2 гола. Серебряный призёр Кубка африканских наций 2004 года. Чемпион Марокко по футболу 2004 года. В 2005 году он перешёл в «Ростов», где не сумел заиграть в основе.